# Giuseppe de Majo
Giuseppe de Majo (* 5. Dezember 1697 in Neapel; † 18. November 1771 ebenda) war ein italienischer Komponist des Spätbarock und Vater des Komponisten Gian Francesco de Majo.

## Leben und Wirken
Giuseppe de Majo wurde ab dem Alter von neun Jahren in das Conservatorio della Pietà dei Turchini aufgenommen, sein erster Lehrer war der secondo maestro Andrea Basso, danach wurde er durch den primo maestro Nicola Fago unterrichtet.  1718 beendete er seine Ausbildung und debütierte 1725 als Opernkomponist am Teatro dei Fiorentini mit der Opera buffa Lo finto laccheo. Am 9. Mai 1736 wurde er zum stellvertretenden Organisten der neapolitanischen Hofkapelle ernannt und im August des folgenden Jahres Vizeorganist. Nach dem Tod des königlichen Hofkapellmeisters Leonardo Leo erhielt de Majo 1745 dank der Fürsprache von Johann Adolph Hasse und der Königin Maria Amalia den Posten, den er bis zu seinem Tod ausübte. In dieser Funktion schrieb er nur noch wenige Bühnenwerke, sondern widmete sich vor allem der Kirchenmusik.

## Werke (Auswahl)

### Bühnenwerke
- Lo finto laccheo (commedia, 1725, Neapel)
- Lo vecchio avaro (commedia, Libretto: Francesco Antonio Tullio, 1727, Neapel)
- La milorda (commedia, 1728, Neapel)
- Erminia (commedia, Libretto: Bernardo Suddumene, nach La Gerusalemme liberata von Torquato Tasso, 1729, Neapel)
- La baronessa, ovvero Gli equivoci (commedia, Libretto: Bernardo Suddumene, 1729, Neapel)
- Egeria (favoletta, Libretto: G. Torriani, 1732, Neapel)
- Arianna e Teseo (opera seria, Libretto: Pietro Pariati, 1747, Neapel)
- Il sogno d’Olimpia (serenata, Libretto: Ranieri de’ Calzabigi nach dem Orlando furioso von Ludovico Ariosto, 1747, Neapel)
- Semiramide riconosciuta (opera seria, Libretto: Pietro Metastasio, 1751)
- Il napolitano nelli fiorentini (farsa)

### Weitere Werke
- „Concerto per 2 violini“ (1726)
- „Concerto per violoncello e archi“ (1726)
- „Audite coeli per 2 cori“ (1732)
- „Dixit per 8 voci“
- Agata (Oratorio per 4 voci e coro, 1752, Gallipoli)
- „Mottetto per l'anime del Purgatorio per 5 voci e orchestra“ (1754)
- „Salve regina per soprano e strumenti“
- „Kyrie e Gloria per 5 voci e strumenti“
- 6 Kantaten